# Parthenope (planetoïde)
(11) Parthenope is een planetoïde in de belangrijkste planetoïdengordel, tussen de banen van Mars en Jupiter. De planetoïde bevindt zich gemiddeld ongeveer 2,3 astronomische eenheden van de zon. Vanaf de aarde gezien kan ze tijdens zeer gunstige opposities een helderheid van +8,68 bereiken.
Parthenope werd ontdekt door de Italiaanse astronoom Annibale de Gasparis op 11 mei 1850. Parthenope was de tweede van in totaal negen planetoïden die door De Gasparis ontdekt werden. Parthenope is genoemd naar Parthenope, in de Griekse mythologie een van de sirenen en stichtster van de stad Napels, waar De Gasparis werkte.
Parthenope draait in 3,84 jaar om de zon. De planetoïde heeft een diameter van 143 km en behoort tot het S-type planetoïde, met een relatief helder oppervlak bestaande uit silicaten en metalen.